# IC3PEAK
IC3PEAK於2013年成立，是俄羅斯視聽藝術家Nastya Kreslina和Nick Kostylev所組成的實驗電子樂團。兩人將恐怖童話風格融入實驗電子、女巫浩室、陷阱音樂、氛圍音樂、說唱等多個音樂流派，配以MV中弔詭的妝容、扭曲的肢體動作與冰冷尖銳的人聲，營造出帶有強烈哥德美學的獨特風格。
該樂團早期多以英文創作，後期則主要使用俄語創作，其內容不少均與俄國的社會問題有關。在《不再死亡／Смерти Больше Нет》的MV中，兩位成員不單站在白宮前澆煤油自焚，跨坐在防暴警察肩上拍手並唱歌，還在列寧墓前分食血淋淋的生肉，歌詞中更是充滿了政治諷刺意味，比如︰「我在街上逗小貓玩，而警車恰好輾過了牠」。此外，《步操／Марш》一曲探討了極權主義的恐怖
、《Go With The Flow》反映了俄國的恐同症，並剛好在俄羅斯政府通過「反同法律」時發佈，但IC3PEAK後來認為此曲不符現今頻道歌曲風格，就將此曲從頻道隱藏（請見https://youtu.be/95ReakCrKX0?si=pkKQDs_LYp-dY95p  俄文，英文）。《嗚嗚／Плак-Плак》則與家庭暴力有關。
由於歌詞及MV內容涉及對俄羅斯政府的批評，自2018年以來，兩位成員曾被俄羅斯警察拘留，多場演出亦被腰斬或臨時取消。Nastya Kreslina接受英國《衛報》訪問時稱︰「當局試圖取消我們在每一個城市的演出，現在即使半場演出對我們來說都是一種勝利。」
2021年，兩位成員被《福布斯》提名為音樂類中「30位30歲以下最有前途的俄羅斯人」。

## 成員資料
| 成員列表        |                       |                    |                     |                |            |
| 藝名            | 本名                  | 本名               | 本名                | 出生日期       | 隊內職務   |
| 藝名            | 中文（純音譯）        | 俄語               | 羅馬拼音            | 出生日期       | 隊內職務   |
| Nastya Kreslina | 阿納斯塔西婭·克雷斯林 | Анастасия Креслина | Anastasiya Kreslina | 1995年11月13日 | 主唱、作詞 |
| Nick Kostylev   | 尼古拉·科斯捷列夫     | Николай Костылев   | Nikolai Kostylev    | 1995年8月31日  | 作曲       |

## 樂團經歷
- 2013年10月︰IC3PEAK正式組成
- 2013年︰樂團先是在聖彼得堡的一家小型俱樂部舉行首演，而後隨即參加了莫斯科一場名為「W17CHØU7（“Witchout”）」的音樂會[9]
- 2014年2月︰透過波特蘭廠牌 STYLSS 發行了首張迷你專輯《Substances》，並推出第一支MV《Ether》[9]。
- 2014年10月︰透過法國廠牌 Stellar Kinematics 發行了迷你專輯《Vacuum》並舉行了首次歐洲巡迴，分別在法國巴黎和波爾多、拉脫維亞里加、捷克布拉格和芬蘭赫爾辛基演出[10]。
- 2015年︰樂團推出首張同名正規專輯《IC3PEAK》，以及第二張正規專輯《よ多くの愛》。同年年底在巴西舉行了音樂會。
- 2016年︰再度巡迴巴西，並為歌曲《Go With the Flow》拍攝了MV。同年，樂團首次在美國及墨西哥巡迴演出。

- 2017年︰IC3PEAK獲得Jager音樂獎的電子類獎項[11][12]，並憑藉「年度最佳實驗項目」奪得金石像怪獎（Золотая Горгулья）[7]。

- 2017年11月︰樂團推出首張俄語專輯《甜蜜的生活／Сладкаязизнь》，其中 《Sad Bitch／Грустная Сука》[13]一曲的MV在YouTube上的觀看次數已超過4800萬次。

- 2018年︰樂團推出第二張俄語專輯《童話／Сказка》，並發佈了同名歌《童話／Сказка》以及《不再死亡／Смерти Больше Нет》的MV。

從2018年開始，IC3PEAK在沃羅涅日、喀山、伊熱夫斯克和薩拉托夫等地的演出相繼遭到腰斬或被臨時取消。當局總是以各種藉口在最後一刻關閉樂團提前預約好的場地，使得兩人不得不另覓場地表演。2018年12月，兩人赴新西伯利亞演出時，剛抵達新西伯利亞火車站便被警方拘留，兩人雖未被起訴，卻因此而錯過了演出時間。
- 2019年︰由於受到俄羅斯政府的審查，該年兩人並未發表新作品。在2019年，樂團在「反對俄羅斯孤立互聯網」的集會上發表演說並演唱了《不再死亡／Смерти Больше Нет》一曲。同年8月10日，在莫斯科「讓我們取回選舉權」的集會上，兩人在5萬人前演唱了《藥丸／Таблетки》及《不再死亡／Смерти Больше Нет》兩首歌曲[14][16]。

- 2020年4月︰樂團推出正規專輯《再見／До Свидания》，並發佈了《嗚嗚／Плак-Плак》和《步操／Марш》的MV，兩首歌曲均於24小時內在YouTube上達到一百萬次觀看次數[7]。在這張專輯內，著名說唱歌手ZillaKami（英语：ZillaKami）、Ghostemane（英语：Ghostemane）和哈士奇（英语：Husky_(rapper)）均有客串演出[17]。

樂團原訂於2020年4月舉行的歐洲巡迴演出，因應冠狀病毒疫情，先是推遲到2020年底，其後再推遲到2021年年底。

## 作品列表[17][19]

### 正規專輯
- 2015年2月2日︰《IC3PEAK》
- 2015年12月30日︰《より多くの愛／更多的愛》
- 2016年5月22日︰《Fallal》
- 2017年11月7日︰《Сладкая Жизнь／甜蜜的生活》
- 2018年9月28日︰《СКАЗКА／童話》
- 2020年4月24日︰《До Свидания／再見》
- 2022年4月22日︰《Kiss Of Death》

### 迷你專輯
- 2014年6月9日︰《SUBSTANCES》
- 2014年2月26日︰《VACUUM》

### 單曲
- 2014年︰《Ellipse》
- 2014年︰《I'LL BE FOUND》
- 2016年︰《Really Really》
- 2016年︰《Kawaii / Warrior》
- 2017年︰《So Safe》
- 2017年︰《KTO》
- 2017年︰《Monster》
- 2018年︰《This World Is Sick》
- 2018年︰《Сказка／童話》
- 2018年︰《Смерти больше нет／不再死亡》
- 2020年︰《Плак-Плак／嗚嗚》
- 2020年︰《TRRST》（feat. ZillaKami（英语：ZillaKami））
- 2021年︰《VAMPIR》（feat. Oliver Sykes（英语：Oliver_Sykes） (Bring Me the Horizon)）
- 2022年︰《Червь / Worm》（feat. Kim Dracula（英语：Kim_Dracula））
- 2022年︰《Dead But Pretty》

### 合作曲目
- 2017年︰與Boulevard Depo（俄语：Boulevard Depo）合作《Mirror》一曲
- 2017年︰與Tommy Cash（英语：Tommy_Cash_(rapper)）合作《CRY》一曲
- 2018年︰與Boulevard Depo（俄语：Boulevard Depo）合作《Burns》一曲